# 原ハムレット
『原ハムレット』（げんハムレット、Ur-Hamlet ）（"Ur-" はドイツ語で「起源の」を意味する接頭辞）は、1589年以前、すなわちシェイクスピア作の『ハムレット』（1600年前後?）以前に存在したと考えられる、作者不詳の戯曲の便宜上の名称である。シェイクスピアも、先行するこの劇を参考に、『ハムレット』を著したと考えられている。

## 言及されている史料
1589年、劇作家トマス・ナッシュ（Thomas Nashe）はロバート・グリーン（Robert Greene）の Menaphon の序に、次のようなことを書いている。「蝋燭の光のそばで読まれた英訳のセネカは、「血は物乞い」など、多くの良い名言を生み出した。そして、もしあなた方が、凍るような朝に恐怖を懇願するなら、彼は諸々のハムレットを与えることができようし、私は少しばかりの悲劇的台詞を言うことになろう」。
興行主・演出家のフィリップ・ヘンズロー（Philip Henslowe）の日記には、1594年に『ハムレット』が上演されたという記述があり、また1596年には、医師トマス・ロッジ（Thomas Lodge）が「劇場で哀れに泣く亡霊、牡蠣売りの女のように、ハムレット、復讐せよ!」と書いている。

## 作者は誰か
ナッシュは先と同じ文章の中でトマス・キッド（Thomas Kyd）にも言及した。キッドは『ハムレット』と類似性のある『スペインの悲劇』（The Spanish Tragedy）を1582年から1592年の間に書いている。そのため、トマス・キッドが『原ハムレット』の作者だとする意見が多かった。
ハロルド・ブルーム（Harold Bloom）ら少数の研究者たちは、シェイクスピア本人が『原ハムレット』の作者であり、『ハムレット』は作者自身が昔の作品を書き直したものだというピーター・アレキサンダーの説を受け入れた。アルフレッド・ケーンクロスも「何か新しい説がそれと正反対のことを示すまでは、1589年のナッシュおよび1594年のヘンスローが言及した劇がシェイクスピアの『ハムレット』に他ならないという説は当然と思われる」と、この説を支持した。反ストラトフォード派も、『原ハムレット』なるものは存在せず、あの言及は、一般に考えられている時期より早い時期にシェイクスピアの『ハムレット』が書かれ、数度かにわたって改訂されたことを示す証拠に過ぎない、とこの説を支持している。しかし、ハロルド・ジェンキンスはこの説を却下している。
いずれにせよ、『原ハムレット』は現存しないため、文体論的・言語学的比較は不可能で、キッドを作者とする証拠も、この劇がシェイクスピア本人による初期のヴァージョンであるという証拠も共にない。